# رئا سیلویا
رئا سیلویا (انگلیسی: Rhea Silvia) مادر افسانه ای دوقلوهای رموس و رومولوس بود، رومولوسی که شهر روم را تأسیس کرد. داستان او در نخستین جلد از سری کتاب‌ها‌ی از پیدایش روم، اثر تیتوس لیویوس، و در دیوکاسیوس در تاریخ رومی روایت شده‌است. افسانه رئا سیلویا بازگو می‌کند که چگونه ـ در حالی که یک باکره وستال بود ـ مورد تجاوز ایزدْ مارس قرار گرفت و، در نتیجه، مادر رومولوس و رموس، بنیانگذاران رم، شد. این رویداد بارها در هنر رومی به تصویر کشیده شد و در انه‌اید و آثار اووید ذکر شده‌است.